# 夏丏尊

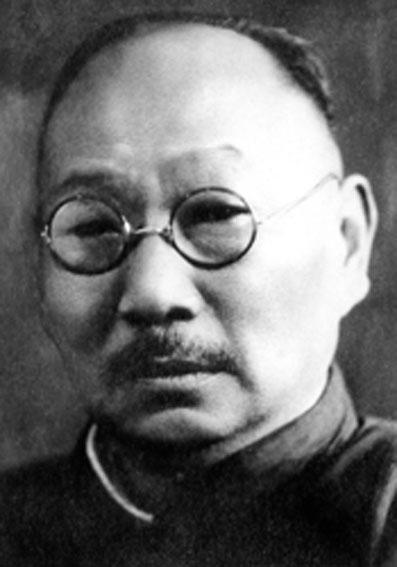
夏丏尊

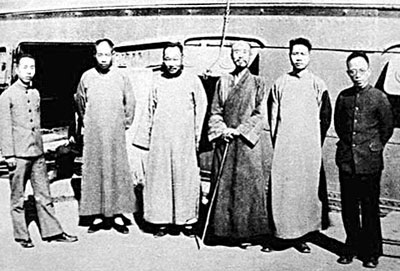
年輕時的夏丏尊（右四）與釋弘一（右三，即李叔同）在黄浦江码头

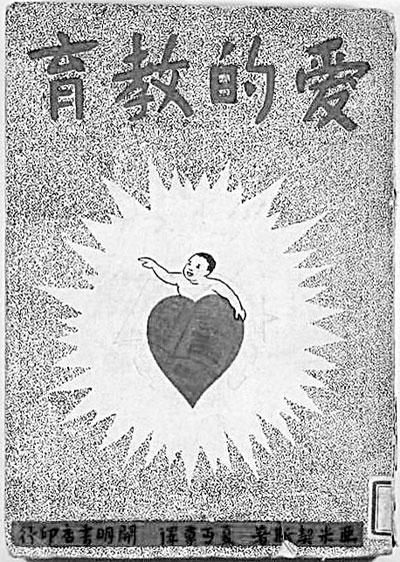
夏丏尊譯《愛的教育》

夏丏尊（1886年—1946年4月23日），本名夏鑄，字勉旃，后改丏尊，號悶庵，浙江上虞松廈人。中国近代教育家、散文家、佛教居士。

## 生平
夏丏尊祖上经商，父亲是个秀才。幼在家塾讀書，能作八股文，1901年考中秀才，1902年考举人未中，进上海中西学院（东吴大学前身）读一学期后，1903年入绍兴府学堂（浙江第五中学堂前身）读书半年后辍学回家。1905年，夏丏尊向亲友借錢赴日留学，先入东京宏文学院学习日文，后考入东京高等工业学校，后因领不到官费，不得不中途辍学，于1907年归国。
1908年，夏丏尊应聘为浙江省两级师范学堂（1912年更名为浙江省第一师范学校）通译助教，为日籍教员中桐确太郎（日本早稻田大学教授）作翻译，后来兼任舍监（相当于后来的训导主任）和国文教員。夏丏尊在该校任教期间，与鲁迅、李叔同等人交往颇深，且非常热心于教学活动。五四运动中浙江学运的中心就是浙一师，校内的夏丏尊、刘大白、陈望道、李次九等人积极支持新文化运动，被誉为“四大金刚”。后因校长经亨颐被迫离开该校，夏丏尊亦离职，到湖南第一师范教授国文。
1912年中華民國建立政权後，社會上盛傳會進行普選。由於夏丏尊對政治沒有興趣，不願意當選，於是把自己的名字由「夏鑄」改成「夏丏尊」，以代替發音相近的「勉旃」。他希望選民在投票時會把「夏丏尊」寫錯成「夏丐尊」，令選票作廢。
1921年，上虞富商陈春澜捐资兴办春晖中学，夏丏尊应经亨颐之邀到该校总理校务，并请刘薰宇、朱自清、朱光潜、丰子恺等朋友来任教。为了探究并实验新的教育理念，夏丏尊在1923年翻译了意大利作家亚米契斯的名著《爱的教育》。该书风行二十余年，再版三十余次。
1924年冬，夏丏尊与匡互生、朱光潜等人一起在上海组织成立立达学会，创办立达中学（后改名为立达学园），担任立达学园常务委员（后又担任文学专门部主任）。1928年，夏丏尊担任开明书店编译所所长。1930年，其主编的《中学生》杂志创刊。
1937年抗日战争爆发后，夏丏尊因年老多病留守上海，但坚贞自爱，不为日方做事。后于1946年4月23日病逝于上海，享年59或60岁（虚岁61歲）。4月27日，重庆《新华日报》发表题为《悼夏丏尊先生》的社论，称赞他是「民主主义文化战线上的老战士」，表彰他为文化运动和民主运动建立的功绩。
著有《平屋雜文》、《文章作法》、《現代世界文學大綱》、《閱讀與寫作》、《夏丏尊選集》、《夏丏尊文集》，譯有《愛的教育》、與葉聖陶合著有《文心》、《近代日本小說集》。